# Lista siturilor arheologice din județul Covasna - Ț
Lista siturilor arheologice din județul Covasna - Ț conține toate siturile arheologice din județul Covasna înscrise în Repertoriul Arheologic Național (RAN) și aflate în localități al căror nume începe cu litera Ț. RAN este administrat de Ministerul Culturii și Patrimoniului Național și cuprinde date științifice, cartografice, topografice, imagini și planuri, precum și orice alte informații privitoare la zonele cu potențial arheologic, studiate sau nu, încă existente sau dispărute.
Puteți căuta un sit din localitățile care încep cu litera Ț folosind formularul de mai jos sau puteți naviga prin toate siturile din județ la Lista siturilor arheologice din județul Covasna.
| Cod RAN     | Denumire                                                                                       | Localitate                        | Adresă | Datare            | Descoperit | Coordonate | Imagine           | Erori            |
| ----------- | ---------------------------------------------------------------------------------------------- | --------------------------------- | ------ | ----------------- | ---------- | ---------- | ----------------- | ---------------- |
| 63982.02.01 | Tezaurul de aur de la Țufalău / ansamblu anonim (Categorie: depozit/tezaur) (Tip: tezaur)      | sat Țufalău, comuna Boroșneu Mare |        |                   |            |            | Încărcați imagine | Raportați eroare |
| 63982.01.01 | Așezarea eneolitică de la Țufalău / ansamblu anonim (Categorie: locuire civilă) (Tip: Așezare) | sat Țufalău, comuna Boroșneu Mare |        | Cucuteni - Ariușd |            |            | Încărcați imagine | Raportați eroare |